# Рубина (народна ношња)
Рубина или кошуља била је једна од основних и неизоставних делова српске народне ношње, код мушкараца и жена. Израђивана је од домаћег кудељног, ланеног и памучног платна. Рубина је једна од главних карактеристика у динарским ношњама Босне и Херцеговине и југозападне Србије.   

## Изглед
Рубина у Јадру
У Јадру се до пред крај XIX века у женској народној ношњи носила рубина цјелача, која је прављена од кудељног или ланеног платна.  Била је дужине до чланака. Кројена је изједна, са уметнутим клиновима испод пазуха, од пет безова, пола платна. Предњи део и полеђина рубине били су сачињени од по два беза, док се пети без делио на два клина. Рукави су кројени од по једног беза. Око врата се налазио поруб, тзб. вењача. До половине груди био је разрез, који се испод врата скупљао сапињачама - узицама од ланеног или кудељног конца. Ове кошуље су ретко украшаване везом, како су ношене свакодневно и како су преко њих ношени и други хаљеци. Стајаће (празничне) рубине биле су украшаване чивком (чипком) по вењачи и по ивицама рукава.
Истовремено у Јадру се носила и сождрељна кошуља, у струку пресечена и састављена. Горњи део је назван ождреље, а доњи скути. 
Мушка рубина кројила се исцела и такође се нацивала цјелачом. Прављена од кудељног или ћетеног (ланеног) платна. Мушка рубина била је дужине до половине листова. Празничне рубине, око врата и на грудима украшаване су везом - крстачицом, израђеног од црног или црвеног памука.  
Истовремено се носила и сождрељна кошуља. слична женској сождрељној кошуљи.
Рубина у Рађевини
Рубина у Рађевини израђивала се од домаћег кудељног и ланеног платна. Као и у Јадру рубина је кројена изједна од пет безова, дужине до чланака. Предњи део и полеђина рубине били су сачињени од по два беза, док се пети се резао у клине које су се уметале испод пазуха. Због уметнутих клинова, кошуљу називају клинара или клинчара. Сваки рукав кројен је од по једног беза. Око врата је колир, а на раменима пораменице. Разрез на грудина је украшен ситним порубима - карнерићима, испод којих је пришивена трака - опашајчић, од истог платна од ког је сашивена рубина. 
Празничне рубине су истог кроја као и свакодневне, али су сашивене од финијег, тањег платна, потканог беза или од памучног платна. На колиру, или на грудима поред ситних поруба, украшаване су ситним шарама извезеним крстастим везом. Поједнине жене, пришивале су по дну рукава и чипку домаће израде. 
У исто време, када и рубина, носила се и кошуља на скуте (али доста ретко) и сождрељна кошуља. 
Преко рубине се опасивао танки вунени појас. Девојке су преко рубине опасивале предњу прегачу, а жене су поред предње, носиле и задњу кецељу. 
У мушкој народној ношњи се такође јавља рубина, израђене од кудељног или ланеног платна. Слична женској рубини клинари, али доста краћа. Била је дужине до испод колена.  
Празнична рубина, наручито код млађих, била је украшена различитим вегетабилним орнаментима по ивицама колира и рукава. Осим везом, рукави и састави кошуље украшавани су белом чипком.  
У исто време носила се и кошуља кројена у клине , али са крагном око врата и јакама (манжетнама), по дну рукава.  
Преко се опасивао танки вунени појас. Преко су се носиле памуклија, сукнени гуњић и гуњ.